# 2,4-Diméthylhexane
Le 2,4-diméthylhexane est un hydrocarbure saturé de la famille des alcanes de formule C8H18. Il est un des dix-huit isomères de l'octane.

L'atome de carbone 4 qui porte un groupe méthyl est chiral. Le 2,4-diméthylhexane se présente donc sous la forme de deux énantiomères : 
- le (R)-2,4-diméthylhexane de numéro CAS 116836-51-2
- le (S)-2,4-diméthylhexane de numéro CAS 53990-98-0

qui sont séparables grâce leur pouvoir rotatoire opposé.